# Hữu Mai
Hữu Mai, eigentlich Trần Hữu Mai, (* 7. Mai 1926 in Thanh Hóa; † 17. Juni 2007 in Hanoi) war ein vietnamesischer Schriftsteller.

## Leben
Hữu Mai wurde im Norden Vietnams geboren. Er arbeitete als Schriftsteller bei der Vietnamesischen Volksarmee und betätigte sich als Romanschriftsteller.

## Werke (Auswahl)
- Cao diem cuoi cung, Roman, 1964
- Phia truoc la mat tran, 1966
- Vung troi, 1971
- Der Uhrmacher von Dien Bien Puh, Kurzgeschichte, aus dem Französischen übersetzt von Aljonna Möckel